# Пигтіпудас
Пигтіпудас (фін. Pihtipudas Pihtipudas) — громада в провінції Центральна Фінляндія, Фінляндія. Загальна площа території — 1247,47 км², з яких 172,71 км² — вода. 

## Демографія
На 31 січня 2011 в громаді Пигтіпудас проживало 4562 чоловік: 2256 чоловіків і 2306 жінок. 
Фінська мова є рідною для 99,32% жителів, шведська — для 0%. Інші мови є рідними для 0,68% жителів громади. 
Віковий склад населення: 
- до 14 років — 16,77%
- від 15 до 64 років — 59,47%
- від 65 років — 23,78%

Зміна чисельності населення за роками:  
| Рік  | Чисельність |
| ---- | ----------- |
| 1980 | 6091        |
| 1990 | 5680        |
| 2000 | 5225        |
| 2010 | 4563        |
| 2011 | 4562        |